# Gramercy Pictures
Gramercy Pictures fue un sello de producción cinematográfica estadounidense. Fue fundada en mayo de 1992 como una empresa conjunta entre PolyGram Filmed Entertainment y Universal Pictures. Gramercy fue el distribuidor de películas PolyGram en los Estados Unidos y Canadá y también se desempeñó como división de arte y ensayo de Universal. Después de la compra de PolyGram por parte de Seagram, Barry Diller fusionó Gramercy junto con October Films para formar USA Films en 1999. En películas de género de ciencia ficción; la etiqueta quedó inactiva después del lanzamiento de Ratchet & Clank de 2016.

## Historia
Gramercy Pictures se formó en 1992 como una empresa conjunta entre PolyGram Filmed Entertainment y Universal Pictures. Gramercy Pictures estrenó su primera película, Mario Van Peebles western Posse, en mayo de 1993.
En enero de 1996, PolyGram trajo la participación del 50 % propiedad de Universal, asumiendo así el control total de Gramercy. El distribuidor también tuvo éxitos de taquilla en Four Weddings and a Funeral de 1994, Fargo de 1996 y Bean de 1997. Varios lanzamientos de Gramercy de la década de 1990 han crecido en estatura hasta convertirse en clásicos de culto en la actualidad: El gran Lebowski, Dazed and Confused, Clay Pigeons y Mallrats. Además, The Usual Suspects de 1995 ganó dos premios Oscar, al mejor guion original (Christopher McQuarrie) y mejor actor de reparto (Kevin Spacey).
Cuando Seagram adquirió PolyGram en 1998, este último se fusionó y se incorporó a Universal; como resultado, volvió a adquirir Gramercy ya que controlaba Universal. A su vez, Seagram vendió la mayor parte de los títulos de la biblioteca de películas de PolyGram publicados hasta el 31 de marzo de 1996 a Metro-Goldwyn-Mayer en 1999 y, más tarde, vendió Gramercy y otra división especializada, October Films, a Barry Diller 's USA. Networks, que fusionó ambas compañías en USA Films. USA Films se fusionó con la propia división de arte y ensayo de Universal, Universal Focus, y se transformó en Focus Features en 2002 después de Vivendi Universal adquirió USA Network de Diller.

### Renacimiento
En mayo de 2015, Focus Features anunció que el sello Gramercy había sido revivido para lanzar películas de género de acción, terror y ciencia ficción. Su primer lanzamiento fue Insidious: Capítulo 3 el 5 de junio de 2015. El sello revivido se cerró más tarde tras el fracaso de taquilla de Ratchet & Clank.

## Filmografía

### 1990s
| Fecha de lanzamiento     | Título                                           | Notas | Recaudación   | Taquilla                                        |
| ------------------------ | ------------------------------------------------ | --- | ------------- | ----------------------------------------------- |
| 14 de mayo de 1993       | Posse                                            | Solo distribución; producido por PolyGram Filmed Entertainment y Working Title Films                                                                                         | $10 millones  | $18 289 763                                     |
| 20 de agosto de 1993     | King of the Hill                                 | | $8 millones   | $1 214 231                                      |
| 3 de septiembre de 1993  | Kalifornia                                       | Solo distribución; producido por PolyGram Filmed Entertainment y Propaganda Films                                                                                            | $8,5 millones | $2 395 231                                      |
| 24 de septiembre de 1993 | Dazed and Confused                               | | $6.9 million  | $7 993 039                                      |
| 5 de noviembre de 1993   | A Home of Our Own                                | Solo distribución; producido por PolyGram Filmed Entertainment | $12 million   | $1 677 807                                      |
| 3 de diciembre de 1993   | A Dangerous Woman                                | Coproducción con Amblin Entertainment |               | $1 497 222                                      |
| 4 de febrero de 1994     | Romeo Is Bleeding                                | Solo distribución; produced by PolyGram Filmed Entertainment y Working Title Films                                                                                           | $10 millones  | $3 275 865                                      |
| 25 de febrero de 1994    | Savage Nights                                    | Solo distribución; producido por Banfilm, La Sept Cinéma and Société Nouvelle de Cinématographie                                                                             |               | $662 341                                        |
| 9 de marzo de 1994       | Four Weddings and a Funeral                      | Solo distribución; producido por PolyGram Filmed Entertainment y Working Title Films                                                                                         | $4,4 million  | $245 700 832                                    |
| 15 de abril de 1994      | Backbeat                                         | Solo distribución; producido por PolyGram Filmed Entertainment |               | $2 392 589                                      |
| 6 de mayo de 1994        | Dream Lover                                      | Solo distribución producido por PolyGram Filmed Entertainment y Propaganda Films                                                                                             |               | $256,264                                        |
| 29 de julio de 1994      | Foreign Student                                  | |               |                                                 |
| 10 de agosto de 1994     | The Adventures of Priscilla, Queen of the Desert | Solo distribución; producido por PolyGram Filmed Entertainment | $2 millones   | $29 679 915                                     |
| 9 de septiembre de 1994  | A Good Man in Africa                             | | $20 millones  | $2 308 390                                      |
| 28 de septiembre de 1994 | Jason's Lyric                                    | Solo distribución; producido por PolyGram Filmed Entertainment y Propaganda Films                                                                                            | $7 millones   | $20 851 521                                     |
| 28 de octubre de 1994    | Drop Squad                                       | |               | $734 693                                        |
| 4 de noviembre de 1994   | Double Dragon                                    | | $7,8 millones | $2 341 309                                      |
| 20 de enero de 1995      | S.F.W.                                           | Solo distribución; producido por PolyGram Filmed Entertainment y Propaganda Films                                                                                            |               | $63 513                                         |
| 10 de febrero de 1995    | Shallow Grave                                    | Solo distribución; producido por PolyGram Filmed Entertainment | $2,5 millones | $2 079 569                                      |
| 24 de febrero de 1995    | Before the Rain                                  | Solo distribución; producido por PolyGram Filmed Entertainment |               | $763 847                                        |
| 17 de marzo de 1995      | Candyman: Farewell to the Flesh                  | Solo distribución; producido por PolyGram Filmed Entertainment y Propaganda Films                                                                                            |               | $13 940 383                                     |
| 19 de abril de 1995      | New Jersey Drive                                 | Coproducción con 40 Acres y Mule Filmworks | $5 millones   | $3 565 508                                      |
| 28 de abril de 1995      | The Underneath                                   | | $6,5 millones | $536 023                                        |
| 3 de mayo de 1995        | Panther                                          | Solo distribución ; producido por PolyGram Filmed Entertainment y Working Title Films                                                                                        |               | $6 834 525                                      |
| 16 de agosto de 1995     | The Usual Suspects                               | Solo distribución; producido por PolyGram Filmed Entertainment | $6 millones   | $34 380 094                                     |
| 22 de septiembre de 1995 | Canadian Bacon                                   | Solo distribución; producido por PolyGram Filmed Entertainment y Propaganda Films                                                                                            | $11 millones  | $178,104                                        |
| 29 de septiembre de 1995 | Moonlight and Valentino                          | Solo distribución; producido por PolyGram Filmed Entertainment y Working Title Films                                                                                         |               | $2 484 226                                      |
| 20 de octubre de 1995    | Mallrats                                         | Coproducción con View Askew Productions y Alphaville | $6.1 millones | $2 122 561                                      |
| 10 de noviembre de 1995  | Carrington                                       | Solo distribución; producido por PolyGram Filmed Entertainment |               | $3 242 342                                      |
| 29 de diciembre de 1995  | Dead Man Walking                                 | Solo distribución; producido por PolyGram Filmed Entertainment y Working Title Films                                                                                         | $11 millones  | $83 080 768                                     |
| 23 de febrero de 1996    | La Haine                                         | Solo distribución; producido por PolyGram Filmed Entertainment | €2 590 000    | $309 811                                        |
| 8 de marzo de 1996       | Fargo                                            | Solo distribución; producido por PolyGram Filmed Entertainment y Working Title Films                                                                                         | $7 millones   | $60 611 975                                     |
| 22 de marzo de 1996      | Jack and Sarah                                   | Solo distribución; producido por PolyGram Filmed Entertainment |               | $218 626 (Reino Unido) $2 492 000 (Reino Unido) |
| 22 de marzo de 1996      | Land and Freedom                                 | Solo distribución; producido por PolyGram Filmed Entertainment y Working Title Films                                                                                         |               | $228 800                                        |
| 19 de abril de 1996      | Mystery Science Theater 3000: The Movie          | Coproducción con Best Brains, Inc. |               | $1 007 306                                      |
| 3 de mayo de 1996        | Barb Wire                                        | Solo distribución; producido por PolyGram Filmed Entertainment y Propaganda Films                                                                                            | $9 millones   | $3 793 614                                      |
| 10 de mayo de 1996       | Cold Comfort Farm                                | |               | $5 682 429                                      |
| 30 de agosto de 1996     | The Trigger Effect                               | Coproducción con Amblin Entertainment | $8 millones   | $3 622 979                                      |
| 13 de septiembre de 1996 | Grace of My Heart                                | | $5 millones   | $660 313                                        |
| 20 de septiembre de 1996 | Loch Ness                                        | Solo distribución; producido por PolyGram Filmed Entertainment y Working Title Films                                                                                         | $7 millones   | £1 239 343                                      |
| 4 de octubre de 1996     | Bound                                            | Producido por Spelling Films | $6 millones   | $3 802 260                                      |
| 18 de octubre de 1996    | Jude                                             | Solo distribución; producido por PolyGram Filmed Entertainment | $7 millones   | $409 144                                        |
| 24 de diciembre de 1996  | I'm Not Rappaport                                | |               | $26 011                                         |
| 24 de diciembre de 1996  | The Portrait of a Lady                           | Solo distribución; producido por PolyGram Filmed Entertainment y Propaganda Films                                                                                            |               | $3 692 836                                      |
| 29 de enero de 1997      | Gridlock'd                                       | Sólo distribución, producido por PolyGram Filmed Entertainment y Interscope Communications                                                                                   | $5 millones   | $5 571 205                                      |
| 14 de febrero de 1997    | When We Were Kings                               | Solo distribución; producido por PolyGram Filmed Entertainment |               | $2 789 985                                      |
| 7 de marzo de 1997       | The Eighth Day                                   | Solo distribución; producido por PolyGram Filmed Entertainment y Working Title Films                                                                                         |               | $416 401                                        |
| 11 de abril de 1997      | Keys to Tulsa                                    | Solo distribución; coproducción con PolyGram Filmed Entertainment y ITC Entertainment                                                                                        |               | $57 252                                         |
| 2 de abril de 1997       | Commandments                                     | Solo distribución; coproducción Universal Pictures y Northern Lights Entertainment                                                                                           | $5 millones   | $548 562                                        |
| 9 de mayo de 1997        | Twin Town                                        | Solo distribución; producido por PolyGram Filmed Entertainment | $3,3 millones | $127 923                                        |
| 6 de agosto de 1997      | Def Jam's How to Be a Player                     | Solo distribución; producido por PolyGram Filmed Entertainment | $12 millones  | $14 009 368                                     |
| 19 de septiembre de 1997 | Going All the Way                                | Solo distribución; producido por PolyGram Filmed Entertainment |               | $113 069                                        |
| 3 de octubre de 1997     | The Matchmaker                                   | Solo distribución; producido por PolyGram Filmed Entertainment y Working Title Films                                                                                         |               | $3 392 080                                      |
| 7 de noviembre de 1997   | Bean                                             | Solo distribución; producido por PolyGram Filmed Entertainment, Working Title Films y Tiger Aspect Films                                                                     | $18 millones  | $251 212 670                                    |
| 17 de diciembre de 1997  | Guy                                              | |               | $4.134                                          |
| 18 de febrero de 1998    | I Want You                                       | Solo distribución, producido por PolyGram Filmed Entertainment |               | $1.672                                          |
| 6 de marzo de 1998       | The Big Lebowski                                 | Solo distribución; producido por PolyGram Filmed Entertainment y Working Title Films                                                                                         | $15 millones  | $46 129 927                                     |
| 27 de marzo de 1998      | No Looking Back                                  | Solo distribución; producido por PolyGram Filmed Entertainment | $5 millones   | $222 099                                        |
| 1 de mayo de 1998        | Go Now                                           | Solo distribución; producido por PolyGram Filmed Entertainment |               | $25 695                                         |
| 29 de mayo de 1998       | The Last Days of Disco                           | Solo distribución; producido por PolyGram Filmed Entertainment y Castle Rock Entertainment                                                                                   | $8 millones   | $ 3 020 601                                     |
| 12 de junio de 1998      | The Land Girls                                   | Solo distribución; producido por PolyGram Filmed Entertainment |               | $238 497                                        |
| 21 de agosto de 1998     | Your Friends & Neighbors                         | Solo distribución; producido por PolyGram Filmed Entertainment | $5 millones   | $4 714 658                                      |
| 25 de septiembre de 1998 | Clay Pigeons                                     | Solo distribución; producido por PolyGram Filmed Entertainment | $8 millones   | $2 253 139                                      |
| 16 de octubre de 1998    | Reach the Rock                                   | |               | $4.960                                          |
| 22 de noviembre de 1998  | Elizabeth                                        | Solo distribución; producido por PolyGram Filmed Entertainment y Working Title Films                                                                                         | $30 millones  | $82 150 642                                     |
| 22 de enero de 1999      | The Hi-Lo Country                                | Solo distribución; producido por PolyGram Filmed Entertainment y Working Title Films                                                                                         |               | $166 082                                        |
| 5 de marzo de 1999       | Lock, Stock and Two Smoking Barrels              | Solo distribución en los Estados Unidos ; producido por PolyGram Filmed Entertainment; Columbia Tristar Pictures como distribuidor internacional fuera de los Estados Unidos | $1,4 millones | $28 172 686                                     |
| 29 de octubre de 1999    | Being John Malkovich                             | Distribuido por USA Films; coproducción con PolyGram Filmed Entertainment y Propaganda Films                                                                                 | $13 millones  | $32 382 381                                     |

### 2000s
| Fecha de lanzamiento    | Título             | Notas                                                                                                 | Recaudación   | Taquilla    |
| ----------------------- | ------------------ | --- | ------------- | ----------- |
| 18 de febrero de 2000   | Pitch Black        | Distribuido por USA Films; coproducción con PolyGram Filmed Entertainment y Interscope Communications | $23 millones  | $53 187 659 |
| 24 de marzo de 2000     | Waking the Dead    | Distribuido por USA Films; coproducción con PolyGram Filmed Entertainment                             | $8,5 millones | $327 418    |
| 4 de abril de 2000      | Where the Money Is | Distribuido por USA Films; coproducción con PolyGram Filmed Entertainment y Universal Pictures        | $28 millones  | $7 243 669  |
| 4 de agosto de 2000     | Mad About Mambo    | Distribuido por USA Films; coproducción con Phoenix Pictures                                          |               | $65 283     |
| 8 de septiembre de 2000 | Nurse Betty        | Distribuido por USA Films; coproducción con IMF y Universal Pictures                                  | $35 millones  | $29 360 400 |

### 2010s
| Fecha de lanzamiento | Título               | Notas | Recaudación  | Taquilla     |
| -------------------- | -------------------- | --- | ------------ | ------------ |
| 5 de junio de 2015   | Insidious: Chapter 3 | Coproducción con Stage 6 Films, Entertainment One y Blumhouse Productions                                                                                            | $10 million  | $112 983 889 |
| 10 de julio de 2015  | Self/less            | Coproducción con Focus Features y Endgame Entertainment | $26 millones | $30 523 226  |
| 21 de agosto de 2015 | Sinister 2           | Coproducción con Entertainment One, Blumhouse Productions y IM Global                                                                                                | $10 millones | $52 882 018  |
| 8 de enero de 2016   | The Forest           | Coproducción con AI Film y Lava Bear Films | $10 millones | $37 608 299  |
| 4 de marzo de 2016   | London Has Fallen    | Coproducción con G-BASE y Millennium Films | $60 millones | $191 094 450 |
| 29 de abril de 2016  | Ratchet & Clank      | Solo distribución con Focus Features; producido por Cinema Management Group, Blockade Entertainment, PlayStation Originals y Rainmaker Entertainment; película final | $20 millón   | $12 880 804  |